# Station Allersberg (Rothsee)
Station Allersberg (Rothsee) is een spoorwegstation in de Duitse plaats Allersberg.  Het station werd in 2006 geopend. 